# Sulamita Constantinescu
Sulamita Constantinescu (n.  1916 - d. 1968) a fost o activistă comunistă, sociologă, soția demnitarului comunist Miron Constantinescu. Numele ei premarital a fost Bloch. 
În 1949 a fost decorată cu Ordinul "Apǎrarea Patriei", clasa a III-a, pentru însemnata contribuție adusă în lupta pentru Apărarea Patriei și a poporului muncitor
În august 1951 Miron și Sulamita Constantinescu, precum și copiii lor, veniseră să-și petreacă vacanța în URSS, dar au rămas la Moscova, izolați într-o rezervă a unui spital de boli contagioase, pentru că unul dintre copii s-a îmbolnăvit de rujeolă..
Sulamita Constantinescu a murit ucisă de fiica ei adoptivă schizofrenică, Ileana Constantinescu, elevă la un liceu de artă, fiind lovită în cap cu un corp dur, tăietor, cel mai probabil cu un fier de călcat, în timpul unei crize, pentru că fosta ilegalistă Sulamita Constantinescu îi interzisese participarea la o distracție.

## Distincții
- Medalia „A cincea aniversare a Republicii Populare Române” (24 decembrie 1952) „pentru lupta și munca duse în vederea făuririi, consolidării și prosperării Republicii Populare Române”[6]
- Medalia „40 de ani de la înființarea Partidului Comunist din Romînia” (6 mai 1961) „pentru activitate îndelungată în mișcarea muncitorească și merite în opera de construire a socialismului”[7]